# Inna Jewsejewa
Inna Jewsejewa (ukrainisch Інна Євсеєва, engl. Transkription Inna Yevseyeva; * 14. August 1964 in Schytomyr) ist eine ehemalige ukrainische Mittelstreckenläuferin, deren Spezialstrecke die 800-Meter-Distanz war.
Für die Sowjetunion startend wurde sie 1988 bei den Olympischen Spielen in Seoul Sechste und gewann bei der Universiade 1989 Bronze und 1991 Gold und schied bei den Leichtathletik-Weltmeisterschaften 1991 in Tokio im Vorlauf aus.
Als Teil des Vereinten Teams errang sie 1992 bei den Leichtathletik-Halleneuropameisterschaften in Genua Silber und wurde Vierte bei den Olympischen Spielen in Barcelona.
Als Repräsentation der Ukraine erreichte sie bei den Weltmeisterschaften 1995 in Göteborg das Halbfinale.

## Persönliche Bestzeiten
- 800 m: 1:56,0 min, 25. Juni 1988, Kiew
  - Halle: 1:57,23 min, 1. Februar 1992, Moskau (ukrainischer Rekord)
- 1000 m: 2:33,93 min, 7. Februar 1992, Moskau, (ukrainischer Rekord, ehemaliger Weltrekord)